# Klemens Wicki
Klemens Wicki (ur. 8 października 1911 w Kielnie, zm. 11 października 1943 w Halle) – podporucznik Wojska Polskiego, członek i wywiadowca Związku Walki Zbrojnej, ofiara terroru niemieckiego.
Urodzony w rodzinie rolniczej, syn Leona, wójta i radnego powiatowego, oraz Bronisławy zd. Skrzypkowskiej. Po ukończeniu szkoły podstawowej w Kłosowie i gimnazjum humanistycznego w Wejherowie wstąpił do Szkoła Podchorążych Rezerwy Piechoty w Zambrowie, uzyskując stopień podporucznika. W kampanii wrześniowej 1939 r. służył w Batalionie Morskim w Gdyni, walcząc pod Chwaszczynem, w Osowej i Wielkim Kacku. Ranny, dostał się do niewoli, przebywając najpierw w szpitalach wojskowych w Gdyni i Gdańsku, a następnie w obozie jenieckim w Toruniu, z którego został zwolniony ze względu na zły stan zdrowia. Po wyjściu na wolność pracował jako kontroler obór.
W 1940 r. wstąpił do Związku Walki Zbrojnej, w szeregach którego został zaprzysiężony. Zajmował się praca wywiadowczą. Pozyskał cenne informacje m.in. o zakładach produkujących benzynę syntetyczną w Policach k. Szczecina oraz plany Peenemünde na wyspie Uznam, gdzie konstruowano pociski V-1 i V-2. Dzięki tym informacjom zakłady zostały zbombardowane przez lotnictwo alianckie. Po rozbiciu siatki wywiadowczej „Stragan” przez Gestapo Klemens Wicki został aresztowany 26 czerwca 1942 r. w majątku Tokary. Torturowany w areszcie w Gdańsku, nikogo nie wydał. Po procesie, który odbył się 8 grudnia 1942 r. w Berlinie, został skazany na karę śmierci.
Przed śmiercią napisał do rodziców:
„Przed chwilą odczytano mi ostateczny wyrok i już za parę godzin, to jest o godzinie 5-tej po południu rozstanę się na zawsze z tym światem. Będę jeszcze się spowiadał i komunikował. Całuję Ciebie, Kochana Matko, i Ojcze, przebaczcie mi za wszystkie kłopoty i strapienia, jakie Wam w moim życiu tak często sprawiałem. Moje plany, być Waszą podporą starości, żyć i pracować tylko dla Was, niestety nie spełniły się. Wyroki Boże były dla mnie inne, a je przyjąć trzeba bez szemrania i ze spokojem. Dziękuję Wam, Kochani Rodzice, za wszystkie ofiary i trudy, jakie dla mego wychowania poświęciliście, a przede wszystkim za tak głębokie wychowanie i przykładne życie katolickie, dzięki którym ja schodzę dziś z tego świata jako wierzący katolik i pojednany z Bogiem. To jest największa łaska, jaką ja grzesznik z hojnej łaski Stwórcy otrzymać mogłem. Jeszcze raz proszę Wszystkich o modlitwy za moją grzeszną duszę i żegnam się z Wami na zawsze słowami: Niech będzie pochwalony Jezus Chrystus! Wasz Klemens”.
Wyrok wykonano przez ścięcie. Kapelan więzienia, Niemiec, napisał, że „jeżeli Polska ma więcej takich dzielnych synów, to zginąć nie może”. Symboliczny grób Klemensa Wickiego znajduje się na cmentarzu na cmentarzu przykościelnym w Czeczewie.

## Upamiętnienia
- Patron szkoły podstawowej we wsi Pępowo[5].
- Patron ronda między Pępowem a Leźnem (gm. Żukowo)[6].
- Patron Biegu Kaszubów[2].

## Odznaczenia
Krzyż z Mieczami Orderu Krzyża Niepodległości (pośmiertnie, 2015).